# Pau Miserachs Sala
Pau Miserachs Sala (Barcelona, 24 d'abril de 1946 - ibídem, 13 de juliol de 2022) va ser un advocat, professor universitari i polític català liberal d'esquerres, proper a les solucions socialdemòcrates, especialista en propietat intel·lectual i industrial. Fill de l'advocat Antoni Miserachs i Rigalt (1908-1982) i d'Isabel Sala i Bigas.

## Trajectòria professional
Miserachs va estudiar Dret a la Universitat de Barcelona i es va especialitzar en la defensa dels drets d'autor, àmbit en el qual va exercir des del 1969 fins al 2019 i en el qual va ser un especialista a nivell estatal. També era especialista en la defensa de la marca de companyies multinacionals i entitats esportives contra la pirateria.
Va ser cofundador el 1985 amb Carles Barral i Víctor Mora d'ALADDA, l'Associació Literària i Artística per a la Defensa del Dret d'Autor com a grup espanyol de l'ALAI, de la qual va ser secretari general. També va fundar el 2011 i presidir l'associació Societat Catalana de Lliure Opinió, que tenia com a objectiu denunciar, en el sector de la comunicació, les violacions dels drets humans a la llibertat d'informació i d'expressió. Durant molts anys va exercir com a professor de Dret de la Informació a la Universitat Ramon Llull de Barcelona i del màster en Propietat Intel·lectual i Industrial de la Universitat d'Alacant. Va ser col·laborador de diversos mitjans de premsa i secretari del consell de redacció de la revista Economia Mediterrània.

## Trajectòria política
Pau Miserachs va integrar-se a ERC el 1976, partit que va representar l'Assemblea de Catalunya, sent candidat al Congrés en les eleccions generals espanyoles de 1977, en les quals el seu partit no va poder presentar-se amb les seves sigles i es va integrar en la coalició Esquerra de Catalunya. Va militar a ERC fins al trencament del partit al Congrés de Lleida del novembre de 1989, que va atorgar la secretaria general a Àngel Colom i integrant-se a Esquerra Catalana, fundada per Joan Hortalà fins a la seva desaparició el 1993 per fusió amb CDC. Al cap dels anys es va reintegrar al Consell Nacional i Direcció de Nova Esquerra Catalana d'Ernest Maragall el 2012, i posteriorment a ERC.
El seu arxiu personal ha estat cedit a l'Arxiu Nacional de Catalunya.

## Publicacions[7]
- La propiedad intelectual (Ediciones Fausí, 1987)
- Diccionario internacional del derecho de autor (Ediciones Fausí, 1987)
- Ni república ni democracia: de la transició a la indignació (Duxelm, 2011)
- Estudios sobre la propiedad intelectual y sociedad de la información : entre la ley y la utopía (Atelier, 2014)
- L'Estat contra la democràcia : manual per desintoxicar-se de la dictadura de la llei (amb Ramon Viñals) (Llibres de l'índex, 2015)
- La democràcia captiva (Llibres de l'índex, 2016)
- Democracia patas arriba (Punto Rojo Libros, 2017)
- Per defensar la democràcia... referèndum! (amb Jesús Conte; Anna Arqué i Ferran Armengol) (Llibres de l'índex, 2017)
- El gran plet de la independència (amb Jesús Conte) (Llibres de l'índex, 2017)
- Memòria de la indignació (Usbook 2019)
- La República catalana és la solució al conflicte (2022)[8]